# Union County, Indiana
Union County är ett county i delstaten Indiana, USA, med 7 516 invånare. Den administrativa huvudorten (county seat) är Liberty.

## Geografi
Enligt United States Census Bureau så har countyt en total area på 428 km². 418 km² av den arean är land och 10 km² är vatten.

### Angränsande countyn
- Wayne County - norr
- Preble County, Ohio - öst
- Butler County, Ohio - sydost
- Franklin County - söder
- Fayette County - väst